# Applause (album)
Applause is het debuut studioalbum van de Belgische band Balthazar. Het album werd door de Belgische platenmaatschappij Pias uitgebracht op 19 maart 2010

## Achtergrond
Het album werd door de toen 22-jarige Maarten Devoldere en Jinte Deprez zelf geproduceerd en afgemixt in Noorwegen door Ynge Leidulv Saetre. Applause kon op veel bijval rekenen van zowel pers als publiek. Zo eindigde het bovenaan vele eindlijstjes als beste Belgische album van 2010 (Focus Knack, De Morgen, OOR magazine, etc.) en kreeg Balthazar op 7 januari 2011 een award voor "Beste Album van 2010" op de MIA's van 2010. Niet alleen de singles "Fifteen floors", "Hunger at the door", "I'll stay here" en "The Boatman" droegen hiertoe bij, maar vooral het eigen geluid dat de jonge groep met hun eigen productie voortbracht en hun live présence. Om het album te promoten ging de band uitgebreid op tournee. Ze speelden op festivals als Rock Werchter, Pukkelpop en Leffingeleuren.

## Tracklist
1. Fifteen Floors (4:41)
2. Hunger at the Door (3:49)
3. Morning (3:01)
4. Wire (3:18)
5. I'll Stay Here (3:00)
6. Blues for Rosann (4:59)
7. Throwing a Ball (3:59)
8. More Ways (3:51)
9. The Boatman (3:13)
10. Intro (2:16)
11. Blood Like Wine (5:04)

Eind september 2011 werd het album heruitgegeven met 2 live versies van Fifteen Floors en Blues for Rosann.